# WordDive
WordDive ist eine auf KI (künstliche Intelligenz) basierende online Lernsoftware und App für Mobilgeräte. Derzeit werden zehn Sprachen angeboten: Englisch, Estnisch, Finnisch, Französisch, Deutsch, Italienisch, Japanisch, Russisch, Spanisch und Schwedisch.

## Konzept
Die Methode basiert auf dem Gebrauch mehrerer Sinne, individueller Optimierung und Elementen von Videospielen. Individuelle Anpassung sorgt dafür, dass für einen sehr schnell lernenden Nutzer die Anzahl der aktiv zu übenden Inhalte zunimmt und die Wiederholungen reduziert werden. Wenn der Nutzer langsamer lernt, passiert das Gegenteil. Ziel der Übungen ist es, dass der Nutzer schnell und ohne große Anstrengungen anfängt, die Sprache auch zu sprechen.

## Anerkennung und Auszeichnungen
WordDive wurde 2011 als beste E-Learning-Lösung in Finnland sowie 2014 als bester Mobilservice in Finnland ausgezeichnet. Im Frühjahr 2015 wurde WordDive als ein Red Herring Europe Top 100 Gewinner ausgezeichnet.

## Entwicklung
Das Unternehmen hat seinen Sitz in Tampere, Finnland. Der Service wurde 2010 gestartet und wird nach Angaben von worddive.com in über 150 Ländern von mehr als 500 000 Nutzern verwendet.
In Finnland und Deutschland ist WordDive vor allem für seine Englisch-Abikurse bekannt, die in Finnland zwei Jahre nach der Einführung 2014 zum Marktführer wurden. Es gibt eine Notengarantie: Wenn der Kursteilnehmer den Abikurs abschließt und in Englisch nicht mindestens die zweitbeste Note bekommt, wird der Kursbetrag vollständig zurückerstattet.
In Deutschland arbeitet die Firma mit Markenbotschafter Samu Haber, dem Frontmann der Band Sunrise Avenue, zusammen.
Im Januar 2017 erzielte WordDive 1,2 Millionen Euro über die Crowdfunding-Plattform Invesdor und im April 2018 1,5 Millionen Euro in Privanet.